# Ispettorato centrale della tutela della qualità e repressione frodi dei prodotti agro-alimentari

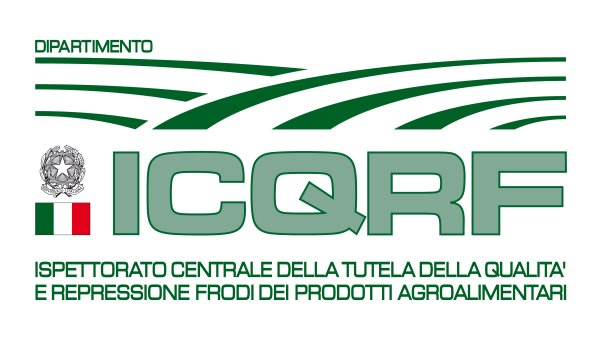
Logo del Dipartimento dell'Ispettorato centrale della tutela della qualità e repressione frodi dei prodotti agroalimentari (MIPAAF)

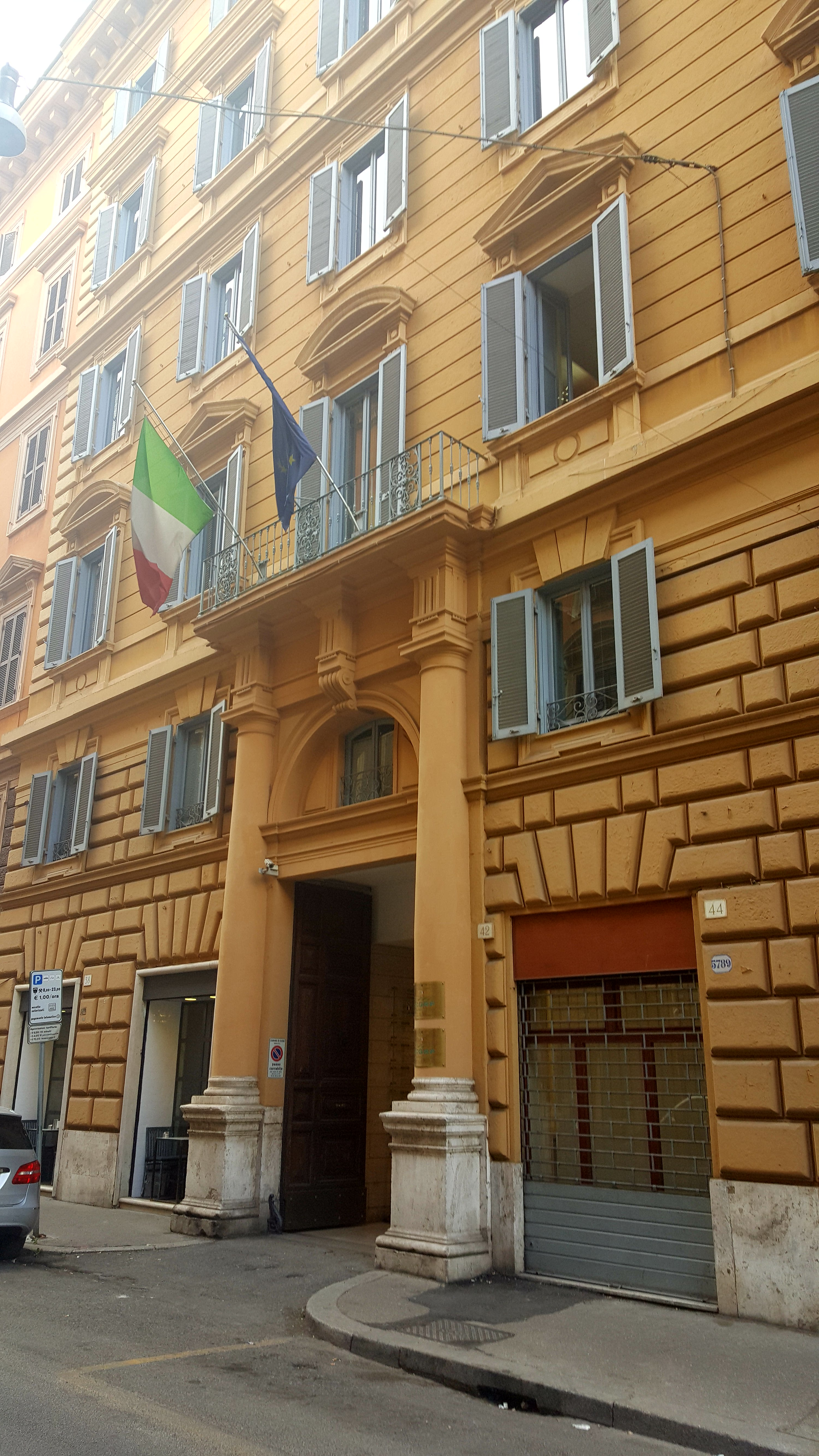
Sede ICQRF a Roma, via Quintino Sella, 42

Il Dipartimento dell'Ispettorato centrale della tutela della qualità e repressione frodi dei prodotti agroalimentari è l'organo di controllo ufficiale del Ministero delle politiche agricole, alimentari e forestali, operante sul territorio nazionale.

L'Ispettorato, attraverso la lotta alle frodi e con azioni di prevenzione e di contrasto agli illeciti, svolge un ruolo di tutela dei consumatori e di salvaguardia dei produttori da fenomeni di sleale concorrenza.
In particolare, ferme restando le competenze del Ministero dello sviluppo economico, ha competenze in materia di
- prevenzione e repressione delle infrazioni nella preparazione e nel commercio dei prodotti agroalimentari e dei mezzi tecnici di produzione per il settore primario;
- vigilanza sulle produzioni di qualità registrata che discendono da normativa comunitaria e nazionale;
- programmi di controllo per contrastare l'irregolare commercializzazione dei prodotti agroalimentari introdotti da Stati membri o Paesi terzi e i fenomeni fraudolenti che generano situazioni di concorrenza sleale tra gli operatori a supporto degli interventi a sostegno delle produzioni colpite da crisi di mercato.

L'Ispettorato assume l'acronimo ICQRF.
Ai fini dello svolgimento della propria attività, l'Ispettorato opera con organico proprio e propria organizzazione amministrativa e contabile e si avvale di una struttura articolata su tutto il territorio nazionale con personale tecnico ispettivo, e di Laboratori accreditati all'espletamento di controlli ufficiali.

## Uffici periferici, sedi distaccate e laboratori
L'Ispettorato ha la sede centrale a Roma, in via Quintino Sella, 42. Sul territorio l'ICQRF è presente con 10 Uffici territoriali, che sovrintendono a 19 Uffici di area, e 6 Laboratori, di cui 1 per le analisi di revisione.